# Stenum (Dänemark)
Stenum ist eine dänische Ortschaft im Nordwesten des Vendsyssel. Stenum gehört zum Kirchspiel (dän.: Sogn) Stenum Sogn, das bis zur Kommunalreform 1970 zur Harde Børglum Herred im damaligen Hjørring Amt gehörte, danach zur Brønderslev Kommune im Nordjyllands Amt, die mit der Kommunalreform zum 1. Januar 2007 in der neuen Brønderslev Kommune in der Region Nordjylland aufging. Stenum hat 258 Einwohner (1. Januar 2023).
Es besteht eine „Ortspartnerschaft“ mit dem gleichnamigen Ort Stenum in der Gemeinde Ganderkesee. Es gibt regelmäßige Treffen der beiden Orte untereinander, meistens zu Pfingsten, organisiert vom Orts- und Heimatverein Stenum-Schierbrok.
Der Stenum-Stenen ist ein Findling beim Ort.